# Hacıalılı (Qəbələ)
Hacıalılı è un comune dell'Azerbaigian situato nel distretto di Qəbələ. Conta una popolazione di 1 307 abitanti.